# Distretto di Non Sang
Il distretto di Non Sang (in thailandese: โนนสัง) è un distretto (amphoe) della Thailandia, situato nella provincia di Nong Bua Lamphu.